# 不要脱人家的水手服啦
《不要脱人家的水手服啦》（日语：セーラー服を脱がさないで）是日本演唱组合小貓俱樂部的成名作单曲，1985年7月5日发售。作词秋元康，作曲佐藤准，发售以后一炮打响，成为年度最佳歌曲之一。

## 简介
在发售前一天的1985年7月4日，原准备在池袋阳光城喷水广场召开发表会，计划只准备500人的席位，结果却有4000人闻讯而来。由于怕发生意外，这次活动被中止。
当周销量在全国排名34，东京地区排名14。而在中国地方（本州西部）、四国、九州地区未进入前100名。
从1985年10月到1987年9月解散为止这首歌都是小貓俱樂部的压轴曲(除了Sailing梦工厂巡回演唱)。
秋元康一手组建的演唱组AKB48在節目上翻唱這首歌曲後，再度掀起一小股風潮。

## 歌曲
1. 不要脱人家水手服啦
  - 作词: 秋元康，作曲編曲: 佐藤准
2. 早熟的一代（日语：早すぎる世代）
  - 作词: 秋元康，作曲編曲: 佐藤准

## 收录该作品的CD
- KICK OFF
- PANIC THE WORLD
- NON-STOP
- 小貓俱樂部 BEST
- MY これ!クション 小貓俱樂部 BEST
- 小貓俱樂部 SINGLES COMPLETE
- 梦的目录
- 小貓俱樂部 大全集 for HiQualityCD 上下 限定CD-BOX